# 月居城
月居城（つきおれじょう）は、茨城県久慈郡大子町袋田（常陸国久慈郡大子村）にあった日本の城（山城）。
築城は、応永年間（1394年 - 1425年）といわれ、領主であり常陸守護である佐竹氏の庶家・北酒出氏の分家にあたる袋田氏により築城された。別称を袋田城ともいう。後に袋田氏が佐竹氏一門の小田野氏を相続することになり、袋田氏はその血脈を伝えながら断絶、主なき月居城は一時廃城となった。

## 歴史・沿革
月居城のあった依上保一帯は後に佐竹氏の分家・山入氏の勢力下に入るが、山入一揆の乱の混乱に乗じて陸奥国の国人・白河結城氏の侵攻により同地は奪われ40年もの長きにわたり、白河領として過ごした。その後、永正元年（1504年）に依上保は佐竹氏により奪還され、月居城は再び、佐竹領北方の要衝として再興、佐竹氏庶家の高柿氏らを在番衆として置いた。
その後、月居城は、鎌倉公方の主導権争いに巻き込まれ、佐竹氏の那須出兵に際しては、佐竹氏家臣の石井氏らが篭城して敵の侵攻を防いだ。その後、月居城は相川館にいた野内氏に与えられ、袋田・生瀬一帯の領有を認められ、佐竹氏の奥州攻略の軍役負担と前線基地の役割を果たした。
しかし、月居城は佐竹氏の秋田転封に伴い城主　野内氏もこれに随行したため、再び主を失った月居城は廃城となり、その後も一国一城令の施行もあって城として再建されることはなかった。なお、月居城主であった野内氏は秋田転封後に出羽国大館に移封されたが、主家に願い出て旧城の名である月居氏を称するようになったという。
その後、廃城となる。

## 考古資料

### 遺構
廃城となった月居城址は曲輪の遺構のみ残る。